# Герман II (граф Равенсберга)

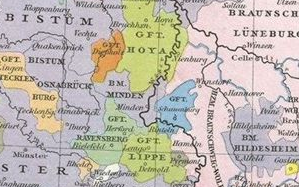

Герман II (нем. Hermann II. von Ravensberg; ок. 1160 — 22 апреля 1221) — второй граф Равенсберга (с 1170 года). (По принятой нумерации Германом I считается его одноименный дед — граф Кальвелаге, умерший после 1144 года).
Сын Оттона I Равенсбергского и его жены Оды (фон Цютфен?).
В 1198 году был единственным из князей Вестфалии, кто поддержал Штауфенов.
Вёл войну с Текленбургом, в 1202 году потерпел поражение и был вынужден уступить победителю часть своих владений.
В 1214 году пожаловал городские права Билефельду.
В 1215 году получил сеньорию Флото, до того принадлежавшую архиепископам Кёльна.
Герман II (или его отец Оттон I) — основатель монастыря Флесхейм.

## Семья
Первая жена — Ютта Тюрингская, дочь ландграфа Людвига II Железного. Дети (от первой жены):
- Людвиг (ум. 15 января 1249), граф Равенсберга
- Оттон II (ум. 1 апреля 1244), граф Флото
- Герман, домхерр в Мюнстере.

Вторая жена — Адельгейда (ум. после 1221), происхождение которой не известно.
Возможно, сыном Германа II был также Готфрид (ум. ок. 1259), пробст в Кёльне.